# Gerald McCoy
Gerald Keith McCoy Jr. (* 25. Februar 1988 in Oklahoma City, Oklahoma) ist ein ehemaliger US-amerikanischer American-Football-Spieler auf der Position des Defensive Tackles. McCoy spielte für die Tampa Bay Buccaneers, die Carolina Panthers und die Las Vegas Raiders in der National Football League (NFL). Er spielte College Football für die University of Oklahoma, wo er zum All-American gewählt wurde. Im NFL Draft 2010 wurde er in der ersten Runde als dritter Spieler von den Tampa Bay Buccaneers ausgewählt. Er wurde viermal in den Pro Bowl und dreimal zum All-Pro gewählt.

## Frühe Jahre
McCoy besuchte die Southeast High School in Oklahoma City, wo er für die Southeast Spartans Football spielte und außerdem Leichtathletik ausübte. Als Junior gelangen ihm 83 Tackles, darunter 23 Tackles für einen Raumverlust sowie 20 Sacks und er erhielt mehrere Auszeichnungen. Als Senior hatte er 82 Tackles, 20 Sacks und neun eroberte Fumbles, wofür er u. a. von USA Today zum 2005 "National Defensive Player of the Year" ernannt wurde. In der Leichtathletik war er mit einer persönlichen Bestleistung von 16,90 m einer der besten Kugelstoßer Oklahomas.
Rivals.com, wertete McCoy als Fünfsterne-Talent und als besten Defensive Tackle seines Jahrgangs. Insgesamt wurde er auf der Liste der besten High-School-Footballspieler auf Position vier geführt, was seit Haloti Ngata (Platz 2 im Jahr 2002) die beste Platzierung eines Defensive Tackles darstellte. McCoy erhielt von praktisch allen Universitäten der USA Stipendienangebote und entschied sich letztendlich, in seinem Heimatstaat zu bleiben und die University of Oklahoma zu besuchen.
Als Student an der University of Oklahoma spielte er von 2006 bis 2009 für die Oklahoma Sooners College Football. 2007 wurde er zum Defensive Freshman of the Year der Big 12 Conference gewählt, nachdem ihm in 13 Spielen 19 Tackles, davon 6,5 für Raumverlust, und zwei Sacks gelangen. Im nächsten Jahr gelangen ihm 30 Tackles und 6,5 Sacks, wofür er zum Big 12 Defensive Player of the Year gekürt wurde. Obwohl ihm schon gute Chancen für den NFL Draft 2009 zugesagt wurden, kehrte er für ein weiteres Jahr am College zurück. In dieser Spielzeit wurde er zum zweiten Mal in Folge zum All-American gewählt und war einer der vier Finalisten für den Lombardi Award 2009. Zwei Jahre lang hatte McCoy die Sooners als Kapitän angeführt, während er in allen seinen 40 Spielen am College als Starter aufgelaufen war.

## NFL
McCoy galt vor dem NFL Draft 2010 als eines der Toptalente und wurde entweder als 4–3 "Three-Technique" Defensive Tackle oder 3–4 Defensive End eingestuft. Die Tampa Bay Buccaneers wählten ihn schließlich als dritten Spieler der ersten Runde aus. Mit Sam Bradford und Trent Williams, welche als erste und vierte Spieler gedraftet wurden, kamen drei von vier Top-Picks von der University of Oklahoma. McCoy unterschrieb am 31. Juli 2010 bei den Buccaneers einen Fünfjahresvertrag über 63 Millionen US-Dollar.
Sein Debüt kam am 12. September 2010 gegen die Cleveland Browns, als er drei Tackles und ein erzwungenes Fumble zum 17:14-Sieg beisteuerte. Seinen ersten Sack verbuchte er gegen die San Francisco 49ers am 21. November 2010. Eine Woche später gelangen ihm zwei Sacks gegen Joe Flacco, den Quarterback der Baltimore Ravens, jedoch verletzte er sich im weiteren Spielverlauf und musste die Saison vorzeitig beenden. Auch in der Saison 2011 hatte er mit Verletzungen zu kämpfen und konnte nur an elf Spielen teilnehmen. 2012 startete er aber durch, als er ein wichtiger Bestandteil der starken Laufverteidigung der Buccaneers war und zum ersten Mal für den Pro Bowl nominiert wurde. Auch 2013 spielte er auf konstant hohem Niveau und verbuchte 50 Tackles, neun Sacks, acht Tackles für Raumverlust, vier verteidigte Pässe und einen eroberten Fumble. Pro Football Focus bewertete ihn als besten Defensive Tackle der NFL, und er wurde wieder in den Pro Bowl gewählt. Nachdem McCoy auch 2014 gute Leistungen gebracht hatte, erhielt er von den Buccaneers eine Vertragsverlängerung über sieben Jahre für 98 Millionen Dollar. Damit war McCoy zu diesem Zeitpunkt der bestbezahlte Defensive Tackle der NFL.
Nach neun Spielzeiten trennten sich die Buccaneers trotz der noch ausstehenden Vertragsdauer von drei Jahren von McCoy.
Am 4. Juni 2019 gaben die Carolina Panthers seine Verpflichtung bekannt. Er unterschrieb einen Einjahresvertrag über bis zu 10,25 Millionen Dollar für die kommende Saison, davon 8 Millionen garantiert.
Im März 2020 wechselte er zu den Dallas Cowboys. In der Saisonvorbereitung zog sich McCoy eine Oberschenkelverletzung zu, mit der er für die gesamte Spielzeit 2020 ausfallen sollte. Daraufhin wurde er von den Cowboys entlassen.
Anfang August 2021 nahmen die Las Vegas Raiders McCoy unter Vertrag. Im ersten Spiel der Saison 2021 verletzte er sich am linken Knie und fiel daher für den Rest der Saison aus.
Nachdem er in der Saison 2022 nicht gespielt hatte, gab McCoy am 14. April 2023 sein Karriereende bekannt.